# Кульжинское
Кульжинское (каз. Құлжа, до 199? г. — Нияз) — село в Енбекшиказахском районе Алматинской области Казахстана. Входит в состав Ташкенсазского сельского округа. Код КАТО — 194077300.

## Население
В 1999 году население села составляло 362 человека (181 мужчина и 181 женщина). По данным переписи 2009 года, в селе проживало 396 человек (190 мужчин и 206 женщин).